# Anna Akhmatova
Anna Andrejevna Akhmatova (russisk: А́нна Андре́евна Ахма́това, tr. Ánna Andréevna Akhmátova, også kendt som Анна Андреевна Го́ренко, tr. Anna Andrejevna Górenko, efter hendes første mand: Горенко-Гумилёва tr. Gorenko-Gumiljova; født 23. juni 1889 i Odessa, Det Russiske Kejserrige, død 5. marts 1966 i Domodedovo, Moskva oblast, Sovjetunionen) var en russisk forfatterinde, der blev kendt for sin stærkt melankolske og politiske lyrik i slutningen af den russiske sølvalder (ca. 1890 – 1922). Hun blev nomineret til Nobelprisen i 1965 og modtog det følgende år anden flest (tre) nomineringer til prisen.

## Liv og karriere

### De tidlige år
Anna Akhmatova blev født i Odessa, Ukraine, som barn af Andrej Antonovitj Gorenko og Inna Erasmova Stogova. Hendes barndom blev præget af forældrenes skilsmisse i 1905, samt faderens modstand overfor datterens poetiske virke. Som 11-årig begyndte hun at skrive de første digte, hvorved hun samtidig overtog oldemoderens tartariske efternavn Akhmatova, for ikke at krænke familiens navn og ære.
Akhmatova startede sine studier på Universitetet i Kijev, men flyttede til Skt. Petersborg for at studere litteratur. Her blev hun bl.a. undervist af poeten, dramatikeren og essayisten Innokentij Annenskij (1856 – 1909), som i høj grad inspirerede hende. Som 21-årig blev Akhmatova medlem af akmeisterne, en af Ruslands ledende litteraturgrupper, hvor ”den skønne klarhed” i poesien skulle dyrkes i samklang med det simple. Gruppens leder, poeten og litteraturkritikeren Nikolai Gumiljov, blev i april 1910 Akhmatovas ægtemand, men forlod hende kort efter brylluppet for at rejse til Afrika.
Under Gumiljovs fravær skrev Anna Akhmatova mange af de digte, der senere blev udgivet i hendes værk Aften. Værket blev udgivet i 1912, det samme år som hendes søn Lev Gumiljov kom til verden, og viste forfatterens enkle – og dog detaljerede stil – der understregede hendes poetiske geni og skabte hendes kultstatus i den russiske intelligentsia. I 1914 udkom Rosenkransen, der skildrede intimsfæren mellem mand og kvinde, og som på mange måder bidrog til kvindernes øgede interesse for poesien. Dette stærke bånd mellem mand og kvinde afspejlede sig dog ikke i Akhmatovas privatliv, hvorfor hun i 1918 blev skilt fra Gumiljov (som i mellemtiden havde meldt sig til krigstjeneste under tsarens faner), og i stedet giftede sig med Vladimir Sjilejko. Heller ikke dette ægteskab varede længe, idet parret allerede blev separeret i 1920 og endelig skiltes i 1928. 

### Revolution og stalinisme
I 1921 blev Nikolai Gumiljov henrettet af bolsjevikkerne for antirevolutionære aktiviteter, hvorfor Ahkmatova, på trods af parrets skilsmisse, måtte se sig nødsaget til litterær stilhed efter udgivelsen af Anno Domini MCMXXI i 1922 
(hvilket til dels også skyldtes hendes nye ægtemand Nikolaj Punin, der senere døde i Gulag-lejre). Hendes værker blev ofte nævnt i 1920’ernes litterære disputs, men hun underlagdes et uofficielt publiceringsforbud fra 1925 – 1940, hvorfor hendes karriere tog en drejning hen imod litteraturkritikken og diverse oversættelser. Mange af Akhmatovas forfatter– og kunstnervenner forlod i årene 1921 – 1953 Rusland, af frygt for fængsling eller død. 
I slutningen af 1930'erne begyndte Akhmatova at skrive digtet Requiem, ét af hendes mest kendte værker, dedikeret til mindet om Stalins ofre (hvilket dog ikke blev udgivet før hendes død og tøbruddets begyndelse). Derfor var der også kun få der troede på, at Akhmatova stadig var i live, da hun i 1940 fik publiceret nye digte i Pravda. Under 2. verdenskrig, blev forfatteren evakueret fra Skt. Petersborg, hvorfor hun måtte se gidseltagningen af byen udefra under de 900 dage, hvor byen var omringet af tyskere. I 1944 returnerede hun til sin elskede by og måtte atter underlægge sig den politiske overmagt i 1946, da rygter om Isaiah Berlins besøg hos Akhmatova nåede centralkommittéens sekretær, Andrej Sjdanov. 
Sjdanov fik Akhmatova ekskluderet fra forfatterunionen, men opnåede ikke sit ønske[kilde mangler] om at få hende, "halv nonne, halv skøge", dødsdømt. I stedet blev hendes søn Lev Gumiljov arresteret i 1949 og fængslet frem til 1956 (Hvilket blev til hovedtemaet i Requiem).

### Den sidste tid
Hendes forfatterskab fortsatte mange år i det skjulte, Samisdat, men hendes status blev delvist restitueret efter Stalins død ( 1953 ), hvorfor hun i 1958 atter begyndte at skrive og publicere sine værker, dog stadig stærkt censureret. 
I 1964 blev hendes anmodning om udrejse accepteret, idet hendes internationale anerkendelse blev belønnet med Etna-Taormina-prisen og en æresdoktortitel fra Oxford universitet. Akhmatova døde 20 år før udgivelsen af hendes samlede værker, Moskva 1986, men nåede dog, to år inden sin død, at blive valgt som formand for forfatterunionen. 
Anna Akhmatova døde i Leningrad og ligger begravet på Komarovo-kirkegården.

## Udvalgte værker

### Poesi
- Aften (1912)
- Rosenkransen (1914)
- Den hvide skare (1917)
- Vejbred (1921)
- Anno Domini MCMXXI (1922)